# Николл, Чарльз
Чарльз Николл (англ. Charles Nicholl, род. 1950) — английский журналист, писатель
 и режиссёр-документалист, специализирующийся в области истории, биографии, литературных исследований и научных экспедиций, член Королевского литературного общества .

## Биография
По окончании школы Николл учился в Королевском колледже Кембриджского университета. После окончания учёбы он преподавал в Лондоне английский язык, затем работал в качестве журналиста.
В круг его интересов входят Артюр Рембо, Леонардо да Винчи, Уильям Шекспир, Кристофер Марло и др.
В 1980 году вышла его первая книга, «Химический театр: Kонцерт алхимической книги», в 1984 году увидела свет биография поэта, драматурга и сатирика Томаса Нэша под названием «Томас Нэш: Кубок новостей», а затем последовал «Фруктовый дворец», отчет о путешествии в Колумбию (1985).
Кроме того, его заинтересовала так называемая теория Марло, которая, среди прочего, пытается доказать, что смерть современника Уильяма Шекспира, поэта-гения Кристофера Марло 30 мая 1593 года была подделана. С этой целью он написал книгу «Расплата: Убийство Кристофера Марло», за что в 1992 году был награждён премией в области криминалистики и фантастики «Золотой кинжал» за лучшую научно-популярную книгу.
Книга «Создатель карты» (1995) рассказывает об экспедиции Уолтера Рэли в Южную Америку. O 1880-91-х годах биографии французского поэта Артюра Рембо написана книга под названием «Кто-то ещё: Артюр Рембо в Африке», за которую ему в 1998 году была присуждена Готорнденская премия. После нескольких лет исследований трудов и рукописей, а также свидетельств современников Леонардо да Винчи, он написал биографию да Винчи под названием «Леонардо да Винчи: Полёт разума» (2004), которая переведена на русский, немецкий и современный еврейский языки. В ноябре 2007 года опубликован труд «Жилец: Шекспир на Сильвер-стрит».
Кроме литературной деятельности, Николл читает лекции в Англии, Италии и США, также им было представлено несколько документальных фильмов для британского телевидения.
Он c 1997 года живёт в Италии, в сельской местности, вблизи города Лукка в Тоскане с женой Салли и четырьмя детьми.

## Избранные труды
- Фруктовый дворец (1985)
- Границы (1988)
- The Reckoning: Убийство Кристофера Марло (1992 лауреат литературных премий памяти Джеймса Тейта Блэка и премии «Золотой кинжал» за документальную прозу)
- Крик в замке: Дело Беатриче Ченчи (1998)
- Кто-то ещё: Артюр Рембо в Африке (1998 лауреат Готорнденской премии)
- Леонардо да Винчи: Полёт разума (2004)
- Жилец: Шекспир на Сильвер-стрит (2007)